# Федюшка Петро Якимович
Петро́ Яки́мович Федю́шка (псевдо.: «Комар», «Брюс», «Кармелюк», «Ґотур», «Ка-ро», «Автор», «737», «735/6»; 14 липня 1919, с. Войнилів Калуського повіту (нині Калуський район, Івано-Франківська область) — 16 вересня 1949, г. Ріпна, Солотвинський район, Станіславська область (нині Богородчанський район, Івано-Франківська область) — діяч українського збройного підпілля, організаційний референт Крайового проводу ОУН «Карпати».

## Життєпис

### Дитинство і юність
Народився 14 липня 1919 року в містечку Войнилів Калуського повіту (нині селище Войнилів Калуського району Івано-Франківської області).
Закінчив Станиславівську гімназію в 1933 році. Під час навчання в 1932 р. вступив у члени ОУН. В 1939 р. за належність до ОУН польським судом засуджений на 6 років ув'язнення, вийшов з тюрми з розвалом Польщі.
У 1940—1941 рр. працював у м. Рожнятів у «Маслосоюзі», далі — бухгалтером народної торгівлі у м. Долина.

### У лавах очільників підпілля ОУН
Був господарчим референтом Калуського надрайонного проводу ОУН і Калуського окружного проводу ОУН (1944-05.1945), провідником Калуського (05.1945-06.1947) і Станиславівського (06.1947-06.1949) окружних проводів ОУН, організаційним референтом Карпатського крайового проводу ОУН (06.-09.1949).
Загинув Петро Федюшка в бою з окупантами 16 вересня 1949 року в Солотвинському районі, Станіславської області (нині — Богородчанський район, Івано-Франківська область) на схилі г. Ріпна, яка рівновіддалена на 5-6 км від сіл Стара Гута, Бойки, Букове, Зелена і Максимець.

## Родина
Родина Федюшків була національно свідомою і залученою до визвольної боротьби, за що виселена у «віддалені райони». Дружина — Дурбак Параска-Марта Олексіївна заарештована 14.12.1948 і засуджена 06.08.1949 Особливою нарадою при МДБ СРСР на 5 років ув'язнення.